# Dobos János (levéltáros)
Dobos János (Óbuda, 1844. március 11.–Budapest, 1913. június 14.) Cegléd város levéltárosa.

## Családja és származása
Régi református nemesi családban született. Apja Dobos János (1804–1887), ceglédi református lelkész, anyja Storch Katalin volt. Édestestvére Dobos László (1835–1902), szalkszentmártoni ev. református lelkész. Egyik leánytestvére Dobos Erzsébet (1860–1902), akinek a férje Dézsi Mihály (1859–1921), csákvári ev. református lelkész, ev. református egyházmegyei tanácsbíró.

## Élete
Fiatal korában Cegléd város rendőr alkapitánya, majd rendőr-főkapitánya volt és a város rendtartásáról gondoskodott. 1890-ben ő alapította a Kossuth Kört a kossuthi eszmék ápolására. Kossuth Lajos születésének 100. évfordulójára adta ki gyűjteményes kötetét "Kossuth kultusz Czegléden" címmel. Cegléd város levéltárosaként tevékenykedett hosszú évekig illetve a helyi ceglédi lapok kiemelkedő munkatársa is volt. Dobos János 100 ezer forintos adományával létrejött a református Ceglédi Kossuth Lajos Gimnázium, amelynek a könyvtára, nagy részben idősebb Dobos János református lelkész gyűjteményéből származott.

## Házassága és gyermekei
Dobos János 1881. február 7.-én Cegléden, vette feleségül a római katolikus nemesi származású a persai Persay családból való persai Persay Anna (*Cegléd, 1859. március 10.–†Cegléd, 1915. február 27.) kisasszonyt, persai Persay Sándor (1818-1885), ceglédi gyógyszerész és Rigler Anna Terézia (1827-1876) lányát. Az apai nagyszülei Persay Sándor (1788–1850), abonyi uradalmi ispán, és brezányi Brezányi Zsuzsanna (1788–1830) voltak. Az anyai nagyszülei Rigler Ferenc (1795-1880) a nyitrai püspöki uradalom főpénztárnoka, és Tresler Anna voltak. Persay Anna fivérei: persai dr. Persay Ferenc (1854–1937), Bars vármegye utolsó magyar alispánja, jogász, ügyvéd, valamint persai Persay Elek (1856–1908) gyógyszerész, Cegléd város tanácsosa, a római katolikus egyháztanács tagja, a Ceglédi Népbank igazgatósági tagja. Leánytestvérei: Persay Ilona (1858–1922), akinek a férje nemes Hudák Andor (1852–1913), ügyvéd, királyi törvényszéki bíró, valamint Persay Róza (1860–1945), akinek az első férje Röck Gyula (1851–1887), miskolci köz- és váltó-ügyvéd, majd a második Badeskó Dániel (1855-1907), császári és királyi alezredes lett. Dobos Jánosné Persay Annának az elsőfokú unokatestvérei: persai Persay Gyula (1855-1924), novai gyógyszerész, Zala megyebizottsági tag, földbirtokos, "Nova és Vidéke Takarékpénztár Részvénytársaság" vezérigazgatója, Persay Vilma (1853–1915), akinek a férje vecsei és somlóaljai dr. Vecsey Gyula (1837–1912) Pest vármegyei főorvosnak, a Gödöllői királyi kastély palotaorvosa, valamint ifjabb persai Persay János (1837–1899), áporkai földbirtokos. Dobos János és Persay Anna házasságából született:
- Dr. Dobos Sándor János (Cegléd, 1881. december 6.–Budapest, 1969. július 8.),[17] ügyvéd, Pest vármegyei tiszteletbeli főügyésze, Cegléd városának a helyettes polgármestere, Cegléd városa tiszti ügyésze, a ceglédi takarékpénztár igazgatósági tagja, a ceglédi református egyház főgondnoka, a Ceglédi Kisgazda főszerkesztője. Neje: Zalai Margit Lujza Franciska (Cegléd, 1892. március 27.–Budapest, 1964. május 4.).[18]
- Dobos György Ferenc (Cegléd, 1883. április 23.–Cegléd, 1918. október 27.), ceglédi gyógyszerész,  gyógyszertártulajdonos, Cegléd városi képviselő, Pest Pilis Solt Kiskun vármegye törvényhatóságának bizottsági tagja.[19] Neje: Tálasy Ilona Katalin (Cegléd, 1885. november 24.–Cegléd, 1938. június 1.).[20][21]
- Dobos Klára Anna Franciska (Cegléd, 1884. május 5.–Cegléd, 1920. április 18.).[22]
- Dobos János Mihály (Cegléd, 1887. február 23.–?), hadapródjelölt őrmesteri, banktisztviselő.
- Dobos Irén (Cegléd, 1888. május 6.–Cegléd, 1968. augusztus 5.) tanítónő, a „Pro Ecclesia et Pontifice érdemrend” tulajdonosa.[23][24] Férje: Magyar Antal, ceglédi tanár, Cegléd városi képviselője, a ceglédi Széchényi Olvasókör pénztárosa.[25][26]
- Dobos Anna Mária (Cegléd, 1890. január 4.–Cegléd, 1892. január 9.)